# Буддавихара
Буддавихара (полное название: Ват Абхидхамма Буддавихара) — дом в посёлке Горелово (Санкт-Петербург). Принадлежит на правах частной собственности гражданину Таиланда Пхра Чатри Хемапандха.

Вход в храм

15 октября 2006 года состоялась церемония открытия в этом доме буддийского храма-монастыря (документов подтверждающих статус монастыря или храма нет), на которой присутствовали почётные гости из Таиланда, настоятель буддийского храма Гунзэчойней Буда Бадмаев, представители различных буддийских групп Санкт-Петербурга.
Официально «Буддавихара» представляется настоятелем как Представительство Тайской Буддийской Сангхи в России, при котором действует религиозная группа, хотя официально не является монастырём или храмом.

## Этимология
«Ват» (тайск. วัด) — это индокитайское обозначение монастыря. «Будда вихара» можно перевести как «обитель Будды».

## Деятельность
На начало 2012 года в «Буддавихаре» живут два буддийских монаха — тайский монах, создатель «Фонда развития отношений России и Таиланда» Аджан Пхра Чатри Хемапандха и бирманский монах Саядо Ачин Велурия. В последние годы в «Буддавихаре» жили и другие буддийские монахи из Таиланда и Мьянмы.
«Буддавихара» является не только буддийским центром, но и центром тайской культуры. В 2009 году в ней открылась выставка буддийского искусства, на которой были представлены работы тайских художников.
В Буддавихаре отмечаются традиционные буддийские праздники («Весак» — День рождения, просветления и ухода в паринирвану Будды, «Катхина» — День благодарности буддийской общине), а также национальные тайские праздники («Сонгкран» — тайский Новый год, День рождения короля Рамы IX и т. п.), в которых принимают участие представители посольства Королевства Таиланд, русские и тайские прихожане храма, представители различных религиозных групп Санкт-Петербурга.
Осенью 2011 года «Буддавихарой» был организован сбор средств в помощь пострадавшим от наводнения в Таиланде. В ней проводятся ежемесячные двухдневные практики медитации и еженедельные лекции по буддийской психологии и философии.
В вихару часто приезжают по приглашению буддийские монахи из Таиланда, Мьянмы, Шри-Ланки. В 2011 году при участии «Буддавихары» в Санкт-Петербурге прошли лекции Аджана Мицуо Гавэсако, в 2012 году — лекции специалиста-религиоведа из Оксфордского университета Кэйко Обусэ. При «Буддавихаре» действует проект, связанный с переводом и распространением книг по тхераваде в России. Планируется деятельность по переводу и изданию наиболее полного текста Трипитаки на русском языке.
В течение многих лет «Буддавихара» организует поездки в тайский монастырь Суан Мокх для желающих заниматься медитацией, а также собирает делегацию для участия в Международной буддийской конференции в Таиланде, проводимой ежегодно в День рождения Будды.
Руководителем «Буддавихары» Аджаном Чатри было принято решение использовать центр не только для практики буддизма тхеравады. По согласованию с посольством Таиланда и руководством Тайской Сангхи в «Буддавихаре» проходят занятия по йоге с приглашёнными преподавателями, ретриты и встречи с представителями других буддийских школ (например, в 2012 году был проведен ретрит с Шерабом Тензином, представителем традиции Юндрунг Бон, духовная важность которой признаётся в том числе и Далай-ламой XIV). «Буддавихара» является центром, открытым для диалога культур, религий, духовных учений.